# Фундаментальная электронная библиотека
Фундамента́льная электро́нная библиоте́ка «Ру́сская литерату́ра и фолькло́р» (ФЭБ) — полнотекстовая информационная система, созданная с целью аккумулировать разновидовую (текстовую, звуковую, изобразительную и т. п.) информацию о русской литературе XI—XX веков, а также фольклоре, истории русской филологии и фольклористике.
Библиотека предоставляет свободный доступ к репозиторию текстов различной направленности: источникам, исследовательской и справочной литературе. Вся представленная информация структурирована по шести тематическим разделам:
- Наука о литературе и фольклоре
- Древнерусская литература
- Русская литература XVIII века
- Русская литература XIX века
- Русская литература XX века
- Фольклор

Поскольку опубликовать все изданные тексты не представляется возможным, в первую очередь учитывается значимость публикуемых произведений, «цитируемость» работ писателей и исследователей, их значимость для русской литературы и культуры.

## ЭНИ
Основой формирования и развития ФЭБ являются электронные научные издания (ЭНИ). Указывается, что
ЭНИ — это самостоятельный законченный полнотекстовый информационно-программный продукт, поддерживающий аппарат гипертекстовых связей и содержащий информацию, прошедшую научную и редакционно-издательскую обработку.
Электронное научное издание может быть посвящено как творчеству писателя или отдельному жанру, так и конкретному литературному произведению, например, ЭНИ «Слово о полку Игореве». Всё информационное пространство организовано в иерархическую структуру, которая позволяет ориентироваться и перемещаться не только между предметно-тематическим разделами вроде «Энциклопедические сведения», «Произведения», «Литература о …», «Летопись жизни и творчества», «Библиография», но и внутри структуры отдельного произведения.

## Справочные разделы
В рамках ФЭБ реализована возможность оперативно обратиться к разнообразнейшим справочным материалам, необходимых для работы с представленными в ЭНИ текстами. Весь корпус вспомогательных материалов разделён на 4 группы:
- Наука о литературе и фольклоре. Здесь представлены материалы по истории, а также современному состоянию гуманитарных наук в России. Материалы оформлены в раздел Personalia, содержащий биобиблиографические материалы о жизни и творчестве русских учёных-гуманитариев, а также четыре ЭНИ:«Известия АН» (включает в себя все выпуски с 1852 года по настоящее время), «История всемирной литературы» (в девяти томах), «История русской литературы», а также «Российский Архив»[2].
- Словари и энциклопедии. В данном разделе представлены литературоведческие энциклопедии, справочники, а также языковые словари, с помощью которых пользователь библиотеки может уточнить значение того или иного термина и выражения. Из словарей на данный момент представлены: Толковый словарь Ушакова, Словарь псевдонимов русских писателей, учёных и общественных деятелей, Поэтический словарь, Словарь русского языка XVIII века (статьи А—Д). В списке энциклопедий есть Литературная энциклопедия в 11 т. (1929—1939), Литературная энциклопедия: Словарь литературных терминов в 2-х т. (1925), Лермонтовская энциклопедия, Энциклопедия «Слова о полку Игореве»: в 5 томах, Слово о полку Игореве" в литературе, искусстве, науке: Краткий энциклопедический словарь, Словарь-справочник «Слова о полку Игореве»: в 6 выпусках. Особенностью данного раздела ФЭБ является отказ от оформления отдельных изданий в пользу унифицированного алфавитного списка статей, не разбитых по томам. Возможен поиск по отдельным словам, заглавиям и авторам[3].
- Каталог ссылок представляет коллекцию ссылок на другие электронные библиотеки и проекты, посвящённые русской литературе и филологии. В актуальной версии базы от 1 ноября 2006 года учтены 816 ресурсов, отсортированные по десяти разделам: многопрофильные филологические сайты, специализированные сайты, персональные (мемориальные) информационные ресурсы, научная периодика, научные и образовательные учреждения, литературные и мемориальные музеи, научные библиотеки, электронные библиотеки и коллекции текстов, энциклопедии, словари и справочники, сетевые библиографии и каталоги ссылок. Внутри разделов ссылки отсортированы по алфавиту[4].

## Фонд
Фонд «Фундаментальная электронная библиотека» (Фонд «ФЭБ») — некоммерческая организация, учреждённая академиком РАН Валентином Лаврентьевичем Яниным, Институтом мировой литературы им. А. М. Горького РАН и Научно-техническим центром «Информрегистр» Мининформсвязи РФ. В структуру Фонда «ФЭБ» входят Попечительский совет, Правление и Генеральный директор Фонда.
Председателем Попечительского совета и Президентом Фонда «ФЭБ» избран известный российский историк и археолог, академик РАН Валентин Лаврентьевич Янин.
Генеральным директором Фонда «ФЭБ» назначен Константин Владимирович Вигурский — директор Фундаментальной электронной библиотеки «Русская литература и фольклор», кандидат технических наук.
В соответствии с Уставом, основными целями и направлениями деятельности Фонда являются:
- Сохранение и распространение мирового культурного наследия, в частности, памятников русской словесности и результатов научных исследований по русской филологии и фольклористике.
- Исследования и разработки в области электронных библиотек и электронно-издательской деятельности.
- Предоставление мировому научному сообществу и всем заинтересованным лицам свободного доступа к памятникам русской словесности и отечественному научному наследию.
- Содействие гуманитарному образованию всех уровней.
- Повышение эффективности научных исследований за счет использования современных информационных технологий.
- Пропаганда русской словесности и расширение международных культурных связей.